# E.Leclerc
E.Leclerc — це кооператив торговців та мережа великих магазинів, основна спеціалізація яких — продукти харчування, яка була заснована у Франції. Перший магазин був відкритий Едуардом Леклером у 1949 році. Сьогодні мережа об'єднує незалежні магазини, а загалом організація нараховує близько 250 000 працівників.
У 2007 році E.Leclerc розпочала діяльність у сфері мобільного зв'язку, зробивши власний бренд E.Leclerc Mobile. У 2014 році 18,3 мільйона домогосподарств відвідали магазини E.Leclerc принаймні один раз протягом року (загалом 419 000 домогосподарств).
У 2023 році E.Leclerc посіла перше місце серед торгових мереж у Франції з часткою ринку 22,7% на початок року, а також досягла обороту 43,9 мільярда євро у 2022 році. Її основним конкурентом є Carrefour, який має частку ринку 20,4%.

## Історія Leclerc
У 1949 році Едуард Марі Леклерк відкрив свій перший магазин у Ландерно, що був заснований за тим самим принципом, що й магазин самообслуговування, винайдений Феліксом Потеном у 1844 році. Згодом, у 1956 році, була відкрита нова мережа магазинів під назвою E.Leclerc Vêtements, а шістдесятий центр E.Leclerc був відкритий у Іссі-ле-Муліно Жаном-П'єром Ле Рошем. У 1962 році було створено Групу закупівель центрів E.Leclerc (GALEC).
У 1964 році магазин у Ландерно був розширений і став першим гіпермаркетом E.Leclerc. Проте, перший гіпермаркет, відкритий мережою, знаходився в Бресті у 1969 році. Того ж року 75 центрів вийшли з мережі та стали частиною майбутньої мережі Intermarché.
Протягом років було відкрито кілька нових форматів, таких як Le Manège à Bijoux у 1986 році, E.Leclerc Voyages у 1987 році, L'auto E.Leclerc у 1988 році, а також Parapharmacie E.Leclerc у 1988 році після скасування монополії аптек на продаж продуктів парафармацевтики.
У 1973 році Едуард Леклер винайшов концепцію "ярмарку вин", яку він запровадив у своїх супермаркетах.

## Магазини Leclerc

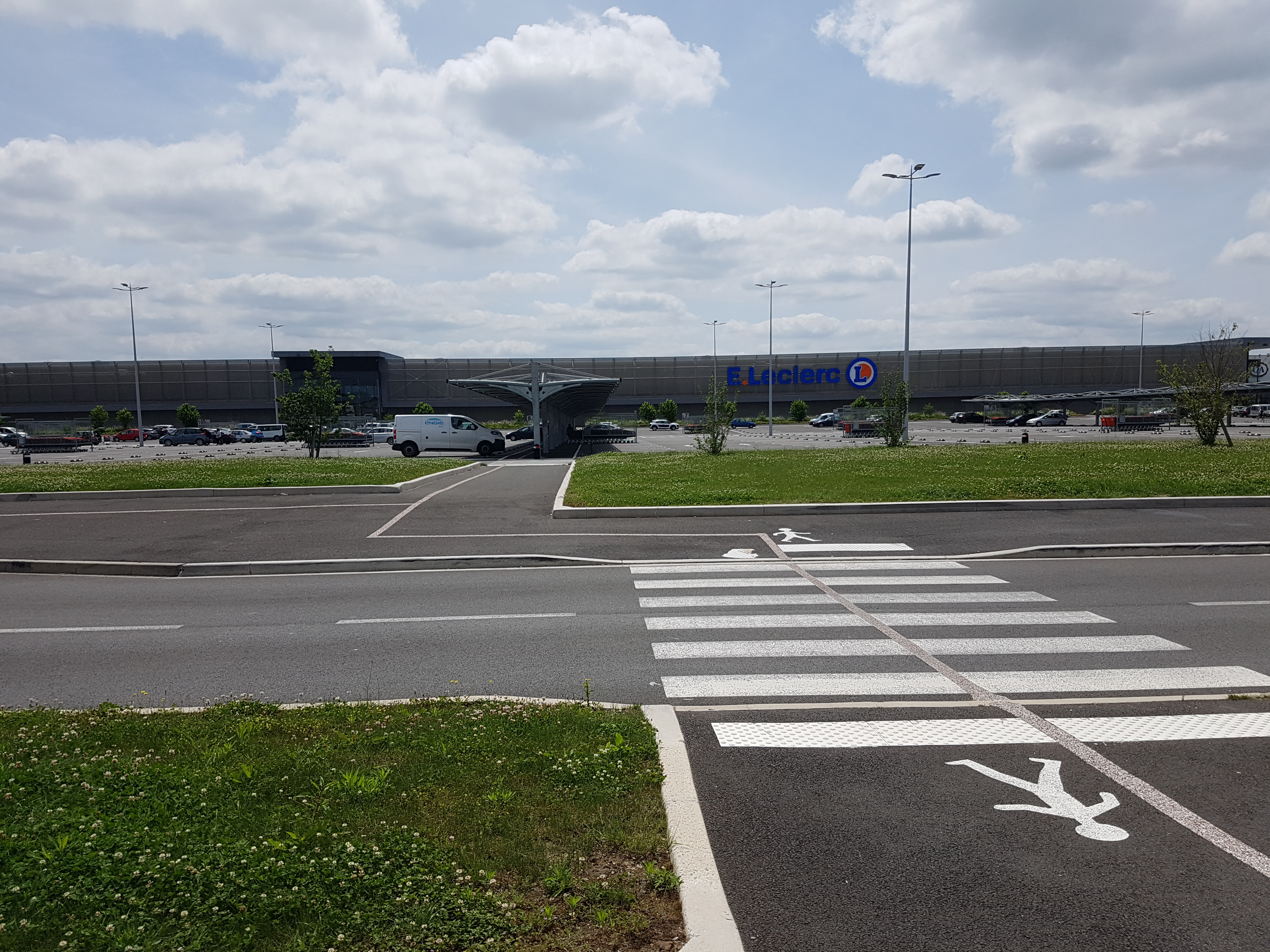
Магазин E.Leclerc у Авермі, Франція, 2016 рік

Станом на 2024 рік в Франції працює 726 магазинів E.Leclerc, а також 690 магазинів DRIVE. За межами Франції знаходиться 112 магазинів. Перший магазин за межами Франції був відкритий у Памплоні, Іспанія, у 1992 році.
Нещодавно відкритий магазин E.Leclerc у Гасперісі, Люксембург. У 2023 році E.Leclerc розширив свою діяльність до Люксембургу, придбавши місцевий підрозділ групи Louis Delhaize, яка управляла 2 гіпермаркетами Cora та 25 супермаркетами Match і Smatch. Магазини почали працювати під брендом E.Leclerc навесні 2024 року; це було перше міжнародне розширення мережі за 13 років.
| Країна     | Магазини | Перше відкриття |
| ---------- | -------- | --------------- |
| Франція    | 726      | 1949            |
| Іспанія    | 18       | 1992            |
| Люксембург | 27       | 2024            |
| Португалія | 21       | 1995            |
| Польща     | 43       | 1995            |
| Андорра    | 4        | 2011            |
| Словенія   | 2        | 2000            |